# Występ (województwo warmińsko-mazurskie)
Występ (dawniej Wystemp) – wieś w Polsce położona w województwie warmińsko-mazurskim, w powiecie szczycieńskim, w gminie Rozogi. W latach 1975–1998 miejscowość należała administracyjnie do województwa ostrołęckiego.
Wieś położona przy drodze ze Szczytna do Rozóg, ulicówka. Obecnie (31.12.2007) miejscowość liczy 252 mieszkańców.

## Historia
Występ został założony w ramach osadnictwa szkatułowego w 1782 r., ale na mapie z 1706 r. wieś ta była już zaznaczona. Możliwe, że była to kolonizacja opuszczonych gruntów lub rozbudowa małej osady. Wieś założona na 13 włókach, w 1858 r. jej obszar obejmował 33,5 włóki i 50 dymów (gospodarstw domowych). Podczas I wojny światowej wieś została całkowicie zniszczona, później odbudowa. Nowy budynek szkoły został wybudowany został w latach 1919/1920. Występ w 1938 r. liczył 304 mieszkańców, z tego 190 zajmowało się rolnictwem, 59 rzemiosłem, a 2 handlem i usługami. W 1938 r. w ramach akcji germanizacyjnej zmieniono urzędową nazwę na Hohenwerder. Pod koniec 2007 r. we wsi mieszkało 252 osoby.